# Microtropis chaffanjonii
Microtropis chaffanjonii là một loài thực vật có hoa trong họ Dây gối. Loài này được (H. Lév.) Y.F.Deng mô tả khoa học đầu tiên năm 2007.